# Captura neutrònica
La captura neutrònica o captura tèrmica és un tipus de reacció nuclear en la qual un neutró lliure topa amb un nucli atòmic sense produir fissió, de manera que es combinen per formar un nucli més pesant.
La principal condició perquè els neutrons siguin capturats és que es moguin tant aquests com els nuclis a velocitats semblants, és a dir, han de tenir temperatures similars.
Un neutró lliure a una velocitat relativament baixa és una partícula inestable, amb una vida mitjana de 15 minuts, així que el procés de captura neutrònica està condicionat per aquesta circumstància. Quan el neutró és capturat pel nucli, sol alliberar immediatament l'excés d'energia mitjançant un esdeveniment de decaïment gamma; a més, el nou nucli pot patir una desintegració beta per aconseguir una estabilitat més gran.

## Tipus de processos de captura neutrònica
Hi ha dos tipus de processos de captura neutrònica: un procés de captura «ràpida» (procés-R) i un procés de captura «lenta» (procés-S). Aquests processos poden generar, per a un mateix nucli, diferents isòtops; és més, alguns isòtops només poden resultar d'un o un altre procés, no pas de tots dos.

### Procés-R
El procés-R (per «ràpid») és un procés de captura neutrònica per a elements radioactius que es dona en condicions d'alta temperatura i alta densitat neutrònica. Està relacionat amb els processos -S i -P. En el procés-R els nuclis són bombardejats per un elevat flux de neutrons per crear nuclis molt inestables amb gran quantitat de neutrons que, al seu torn, decauen molt ràpidament per formar nuclis estables, però sempre molt rics en neutrons.
Es creu que el procés-R actua en el nucli de ferro de les supernoves de col·lapse (tipus Ib, Ic i II), en què s'hi donen les condicions físiques necessàries. Tanmateix, l'escassa abundància observada d'elements resultants del procés-R requereix que, o bé només una petita fracció dels elements creats per aquesta via siguin alliberats a l'exterior de la supernova, o bé que en cada supernova es formin per aquest mecanisme només petites quantitats d'elements.
A causa de l'altíssim flux neutrònic en aquest procés (l'ordre de 1022 neutrons per cm² per segon), la velocitat de formació isotòpica és molt més gran que la de la desintegració beta posterior, de manera que els elements creats per aquesta via pugen ràpidament per la línia d'estabilitat N/Z (nombre de neutrons/nombre de protons o nombre atòmic), fins i tot travessant zones d'inestabilitat, on l'energia de separació neutrònica (en anglès neutron drip line) és zero. Els neutrons s'acumulen, creant nous isòtops fins a arribar a la regió on la massa atòmica és 270 (zona del rutherfordi - darmstadti), en què experimenten fissions espontànies a causa de la inestabilitat del nucli format.
Els pics d'abundància d'elements observats mostren evidències de la captura neutrònica ràpida seguida d'una desintegració beta posterior, ja que els pics d'abundància del procés-R estan 10 uma per sota dels formats pel procés-S, en què s'indica que l'ascens per la línia N/Z dona lloc a capes neutròniques tancades amb la suficient deficiència protònica com per fer els pics resolubles.
El procés-R implica una captura múltiple de neutrons, que produeix un nucli inestable que ràpidament decau mitjançant una sèrie de desintegracions beta fins a arribar a un isòtop estable. Aquest procés és rellevant en la nucleosíntesi estel·lar a causa de la gran quantitat de neutrons lliures presents.

### Procés-S
El procés-S (de l'anglès slow, 'lent') implica la captura d'un sol neutró que produeix un nucli estable, o que decau per mitjà de la desintegració beta en un nucli estable abans que es pugui produir una altra captura neutrònica. És un tipus de nucleosíntesi que requereix condicions de menor densitat neutrònica i menor temperatura en les estrelles que el procés-R. En aquestes condicions l'índex de captura neutrònica pels nuclis és lent si ho comparem amb la velocitat de la desintegració beta. S'obtenen isòtops estables movent-se al llarg de la vall d'estabilitat dins de la taula d'isòtops. El procés-S produeix aproximadament la meitat d'elements més pesants que el ferro i, per tant, té un paper important dins de l'evolució química galàctica. El procés-S difereix del -R, més ràpid, en termes de camins de reacció i condicions de reacció.
Es creu que el procés-S es dona en estrelles més massives que el Sol, principalment en aquelles situades a la branca asimptòtica gegant. A diferència del procés-R, que es pot donar durant segons en entorns explosius, el procés-S es pot allargar milers d'anys. El grau segons el qual el procés-S fa augmentar el nombre atòmic dels elements al llarg de la taula isotòpica depèn essencialment de la capacitat de l'estrella per produir neutrons i per la quantitat inicial de ferro present. El ferro és el material de partida necessari perquè es doni aquest tipus de captura neutrònica + desintegració beta, a partir de la qual se sintetitzen nous elements.
Les principals fonts de neutrons són:
13C + α → ¹⁶O + n
22Ne + α → 25Mg + n
S'hi aprecia fàcilment quina serà la principal font de neutrons i quina la secundària (vegeu procés triple-alfa). La font principal produeix elements pesants més enllà de l'estronci (Sr) i de l'itri (Y), fins a arribar al plom (Pb) en estrelles pobres en metalls. El lloc de producció del component principal són les estrelles menys massives de la branca asimptòtica gegant. El component secundari del procés-S comprèn elements del grup del ferro fins al Sr i el Y, i comença al final del cicle de combustió d'heli i carboni en les estrelles més massives.
El procés-S sovint es tracta matemàticament emprant l'anomenada «aproximació local», que proveeix un model teòric de les abundàncies dels diferents elements basant-se en l'assumpció d'un flux neutrònic constant dins de les estrelles, de manera que el quocient d'abundàncies sigui inversament proporcional al quocient de captura neutrònica per secció transversal per a cada isòtop. Aquesta aproximació és, com el seu nom indica, només vàlida localment, per isòtops de masses semblants. A causa dels fluxos neutrònics relativament baixos que s'esperen perquè es doni el procés-S (de l'ordre de 10⁵ a 1011 neutrons per cm² per segon), no es poden obtenir elements més enllà dels isòtops radioactius del tori o l'urani. El cicle que posa fi al procés-S és:
209Bi + núm. → 210Bi + γ
210Bi → 210Po + β-
210Po → 206Pb + α
És llavors quan el 206Pb captura tres neutrons que donarà 209Pb, el qual al seu torn es desintegra i emet un electró que resultarà 209Bi, en què es reprendrà el procés.

## Absorció neutrònica
El nucli dels àtoms està compost per neutrons i protons. Si un nucli és bombardejat amb neutrons, té una probabilitat determinada d'incorporar-se a la seva composició. Aquesta probabilitat està donada per una quantitat anomenada secció eficaç d'absorció.
Quan un isòtop amb n neutrons i z protons incorpora així un nou neutró, esdevé un isòtop amb n +1 neutrons i z protons.

## Activació neutrònica
Quan l'isòtop resultant és radioactiu el fenomen s'anomena activació neutrònica. Aquest efecte fa que apareguin una sèrie d'isòtops radioactius en llocs on es produeixen neutrons lliures, com poden ser les centrals nuclears, ja que en moltes ocasions els isòtops que han estat activats resulten ser inestables. Un exemple típic d'aquesta activació neutrònica és el cobalt-60, produït pel ferro que hi ha en els components d'un reactor nuclear, i que és utilitzat de manera habitual en les cobaltoteràpies per al tractament del càncer.

## Transmutació neutrònica
Quan l'isòtop radioactiu activat decau i es desintegra pot donar lloc a un isòtop fill d'un element diferent. Aquest fenomen es coneix com a transmutació neutrònica.

## Usos
La captura neutrònica pot ser emprada com a mètode d'anàlisi no destructiu de materials. Alguns elements emeten diferents patrons de radiació característics quan se'ls sotmet a un procés de captura de neutrons. Això fa que sigui un procés tecnològic molt útil en camps com la mineria o la seguretat.